# Polytoma granulifera
Polytoma granulifera là một loài tảo trong họ Chlamydomonadaceae, thuộc chi Polytoma.